# لوبلين
لوبلين (بالبولندية:Lublin) تاسع أكبر مدينة في بولندا وثاني أكبر مدينة في بولونيا الصغرى. تعتبر لوبلين عاصمة محافظة لوبلين حيث يبلغ عدد سكانها 355954 نسمة. كذلك تعتبر لوبلين أكبر مدينة تقع على شرق نهر فيستولا.
دخلت لوبلين توأمة مع مدينة مونستر الألمانية وذلك عام 1991. لكن العلاقات بين المدينتين بدأت في أوائل سبعينات القرن العشرين عبر جامعتي مونستر ولوبلين. ومنذ ذلك الحين توسعت العلاقات بين المدينتين المختلفتين بوضوح، إلى مجالات أخرى كتبادل الطلاب والعلاقات بين الرعيات الكنسية والفنانين والرياضيين والإعلاميين.
شهدت المدينة في السنوات الأخيرة اقبالاً طلابيّاً كبيراً إذا تحتل اليوم المركز الثاني بعد العاصمة وارسو في عدد الطلاب الأجانب فيها. تضم المدينة عددا كبيرا من
الجامعات العامة والخاصة من أهمها الجامعة الكاثوليكية في لوبلين (KUL) وجامعة ميري كوري (UMCS).

## المناخ
يظهر الجدول التالي التغييرات المناخية على مدار السنة للوبلين:
| البيانات المناخية لـلوبلين        | البيانات المناخية لـلوبلين | البيانات المناخية لـلوبلين | البيانات المناخية لـلوبلين | البيانات المناخية لـلوبلين | البيانات المناخية لـلوبلين | البيانات المناخية لـلوبلين | البيانات المناخية لـلوبلين | البيانات المناخية لـلوبلين | البيانات المناخية لـلوبلين | البيانات المناخية لـلوبلين | البيانات المناخية لـلوبلين | البيانات المناخية لـلوبلين | البيانات المناخية لـلوبلين |
| الشهر                             | يناير                      | فبراير                     | مارس                       | أبريل                      | مايو                       | يونيو                      | يوليو                      | أغسطس                      | سبتمبر                     | أكتوبر                     | نوفمبر                     | ديسمبر                     | المعدل السنوي              |
| --------------------------------- | -------------------------- | -------------------------- | -------------------------- | -------------------------- | -------------------------- | -------------------------- | -------------------------- | -------------------------- | -------------------------- | -------------------------- | -------------------------- | -------------------------- | -------------------------- |
| الدرجة القصوى °م (°ف)             | 18.0 (64.4)                | 16.2 (61.2)                | 22.0 (71.6)                | 27.2 (81.0)                | 35.7 (96.3)                | 33.9 (93.0)                | 35.0 (95.0)                | 37.0 (98.6)                | 33.2 (91.8)                | 25.0 (77.0)                | 18.9 (66.0)                | 15.0 (59.0)                | 37.0 (98.6)                |
| متوسط درجة الحرارة الكبرى °م (°ف) | −0.7 (30.7)                | 0.4 (32.7)                 | 5.7 (42.3)                 | 12.7 (54.9)                | 18.4 (65.1)                | 21.4 (70.5)                | 23.3 (73.9)                | 23.0 (73.4)                | 18.1 (64.6)                | 12.3 (54.1)                | 5.4 (41.7)                 | 0.8 (33.4)                 | 11.8 (53.2)                |
| المتوسط اليومي °م (°ف)            | −3.1 (26.4)                | −2.5 (27.5)                | 1.6 (34.9)                 | 7.8 (46.0)                 | 13.1 (55.6)                | 16.2 (61.2)                | 17.9 (64.2)                | 17.4 (63.3)                | 12.9 (55.2)                | 7.9 (46.2)                 | 2.6 (36.7)                 | −1.4 (29.5)                | 7.6 (45.7)                 |
| متوسط درجة الحرارة الصغرى °م (°ف) | −5.9 (21.4)                | −5.7 (21.7)                | −2 (28)                    | 3.0 (37.4)                 | 7.7 (45.9)                 | 10.7 (51.3)                | 12.5 (54.5)                | 12.0 (53.6)                | 8.2 (46.8)                 | 4.0 (39.2)                 | 0.0 (32.0)                 | −3.9 (25.0)                | 3.5 (38.3)                 |
| أدنى درجة حرارة °م (°ف)           | −32.2 (−26.0)              | −31.1 (−24.0)              | −30.9 (−23.6)              | −7.2 (19.0)                | −4.1 (24.6)                | 0.0 (32.0)                 | 2.0 (35.6)                 | 0.0 (32.0)                 | −4 (25)                    | −7.6 (18.3)                | −17.9 (−0.2)               | −23.9 (−11.0)              | −32.2 (−26.0)              |
| الهطول مم (إنش)                   | 22.7 (0.89)                | 25.9 (1.02)                | 27.3 (1.07)                | 42.4 (1.67)                | 51.1 (2.01)                | 66.6 (2.62)                | 71.5 (2.81)                | 64.0 (2.52)                | 55.5 (2.19)                | 40.6 (1.60)                | 36.7 (1.44)                | 33.6 (1.32)                | 537.9 (21.18)              |
| متوسط أيام هطول الأمطار           | 23.3                       | 19.5                       | 18.4                       | 13.1                       | 13.0                       | 11.8                       | 12.3                       | 9.3                        | 11.2                       | 13.3                       | 18.1                       | 20.8                       | 184.1                      |
| متوسط الرطوبة النسبية (%)         | 88.7                       | 85.9                       | 79.8                       | 68.9                       | 71.9                       | 73.7                       | 75.1                       | 74.4                       | 79.8                       | 84.0                       | 89.4                       | 90.2                       | 80.1                       |
| ساعات سطوع الشمس الشهرية          | 53                         | 73                         | 115                        | 174                        | 226                        | 237                        | 238                        | 248                        | 165                        | 124                        | 48                         | 37                         | 1٬738                      |
| المصدر: Climatebase.ru            |                            |                            |                            |                            |                            |                            |                            |                            |                            |                            |                            |                            |                            |

## توأمة
للوبلين اتفاقيات توأمة مع كل من:
- إيفانو-فرانكيفسك
- لوتسك
- فيسيو
- روفنو (19 مايو 2012 - )[80]
- سومي
- هكاري
- دبرتسن
- دلمنهورست (1992 - )
- ريشون لتسيون
- Nykøbing Falster [الإنجليزية]‏
- تيلبورخ
- لوهانسك
- ستاروبيلسك
- إيري
- برنيك
- ألكالا دي إيناريس
- برست
- لفيف
- نانسي
- بانيفيزيس (11 سبتمبر 1999 - )[81]
- تلبرغ
- أنابوليس
- غرناطة
- جياوتسو
- لانكستر
- مونستر
- نيلوفر
- نوفي ساد
- أومسك
- رام الله
- تبليسي
- وندسور
- فينيتسا
- تيميشوارا
- Panevėžys urban area [الإنجليزية]‏ (11 سبتمبر 1999 - )

## أعلام
- ريزارد بندر
- ميخائيل شيغورين
- جاسيك باك
- جان بارانووسكي
- يادفيغا شوبارتوفيتش